# جهير بن سراقة البارقي
جهير بن سراقة البارقي يكنى “أبا سعد”, من نصارى العرب، وكان له منزلة من ملوك النصرانية، حكيم قومة، كان مثواه بنجران.

## جهير والرسول
كان ممن يعودون اليه في المشورة والراي السديد وكانت له مكانه كبيره بينهم وعندما جائهم كتاب الرسول صلى الله عليه وسلم يدعوهم إلى الإسلام وهذا نصه:﴿قُلْ يَا أَهْلَ الْكِتَابِ تَعَالَوْا إِلَى كَلِمَةٍ سَوَاءٍ بَيْنَنَا وَبَيْنَكُمْ أَلَّا نَعْبُدَ إِلَّا اللَّهَ وَلَا نُشْرِكَ بِهِ شَيْئًا وَلَا يَتَّخِذَ بَعْضُنَا بَعْضًا أَرْبَابًا مِنْ دُونِ اللَّهِ فَإِنْ تَوَلَّوْا فَقُولُوا اشْهَدُوا بِأَنَّا مُسْلِمُونَ ۝٦٤﴾ [آل عمران:64]
فقال له أهل نجران يا أبا سعيد (كنيت جهير), قل في أمرنا، وأنجدنا برأيك، فهذا مجلس له ما بعده فقال لهم:. اني أرى لكم أن تقاربوا محمدا وتطيعوه في بعض ملتمسه عندكم، ولينطلق وفودكم إلى ملوك أهل ملتكم إلى الملك الأكبر بالروم قيصر، وإلى ملوك هذه الجلدة السوداء الخمسة، يعنى ملوك السودان، ملك النوبة وملك الحبشة وملك علوه وملك الرعا وملك الراحات ومريس والقبط، وكل هؤلاء كانوا نصارى.
قال: وكذلك من ضوى إلى الشام وحل بها من ملوك غسان ولخم وجذام وقضاعة، وغيرهم، من ذوى يمنكم فهم لكم عشيرة وموالى واعوان وفي الدين اخوان، يعنى انهم نصارى، وكذلك نصارى الحيرة من العبادوغيرهم، فقد صبت إلى دينهم قبائل تغلب بنت وائل وغيرهم من ربيعة بن نزار، لتسير وفودكم. ثم لتخرق إليهم البلاد اغذاذا، فيستصرخونهم لدينكم فيستنجدكم الروم وتسير اليكم الاساودة مسير اصحاب الفيل، وتقبل اليكم نصارى العرب من ربيعة اليمن. فإذا وصلت الإمداد واردة، سرتم أنتم في قبائلكم وسائر من ظاهركم وبذل نصره وموازرته لكم، حتى تضاهئون من انجدكم واصرخكم، من الأجناس، والقبائل الواردة عليكم، فاموا محمدا حتى تنجوا به جميعا، فسيعتق اليكم وافدا لكم من صبا إليه، مغلوبا مقهورا، وينعتق به من كان منهم في مدرته مكثورا، فيوشك ان تصطلموا حوزته وتطفؤوا جمرته. ويكون لكم بذلك الوجه والمكان في الناس، فلا تتمالك العرب حيئنذ حتى تتهافت دخولا في دينكم، ثم لتعظمن بيعتكم هذه، ولتشرفن، حتى تصير كالكعبة المحجوجة بتهامة، هذا الرأى فانتهزوه، فلا رأى لكم بعده. فاعجب القوم كلام جهيربن سراقة البارقي، ووقع منهم كل موقع، فكاد أن يتفرقوا على العمل به.